# Порт-Ботани (пригород)
Порт-Ботани (англ. Port Botany) — пригород Сиднея, в штате Новый Южный Уэльс, Австралия. Он расположен в 12 километрах к югу от центрального делового района Сиднея, на северном берегу залива Ботани, к юго-востоку от сиднейского аэропорта. 
Граничит с другими пригородами: Бэнксмидоу, Матравилл и Филлип-Бэй.
Название пригорода происходит от названия залива, на берегу которого он расположен, и совпадает с названием морского порта Порт-Ботани. 
В Порт-Ботани нет местного населения — территория пригорода полностью занята морским портом, который является одним из крупнейших контейнерных портов Австралии.

## История
29 апреля 1770 года капитан Джеймс Кук, английский ботаник и натуралист Сэр Джозеф Бэнкс и шведский ботаник  Даниэль Соландер высадились на берег в заливе Ботани. На берегу они видели местных туземцев, но те избегали контакта и порой были вооружены и недружелюбно настроены, при этом на северном берегу туземцы не жили. Команда нашла пресную воду и нарубила дров. Они провели несколько дней на берегу, собирая образцы растений.

## Галерея

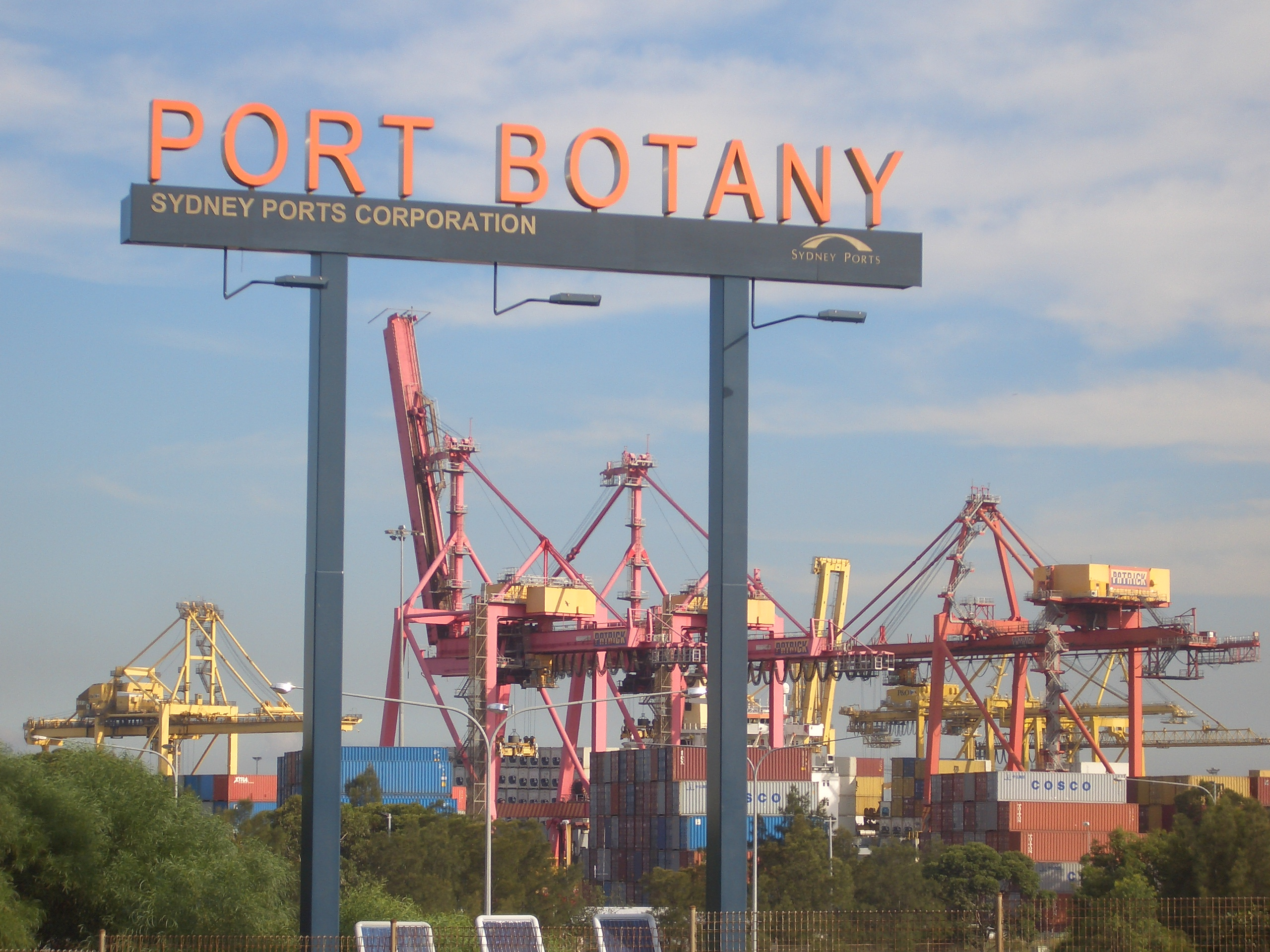
Вывеска морского порта Порт-Ботани
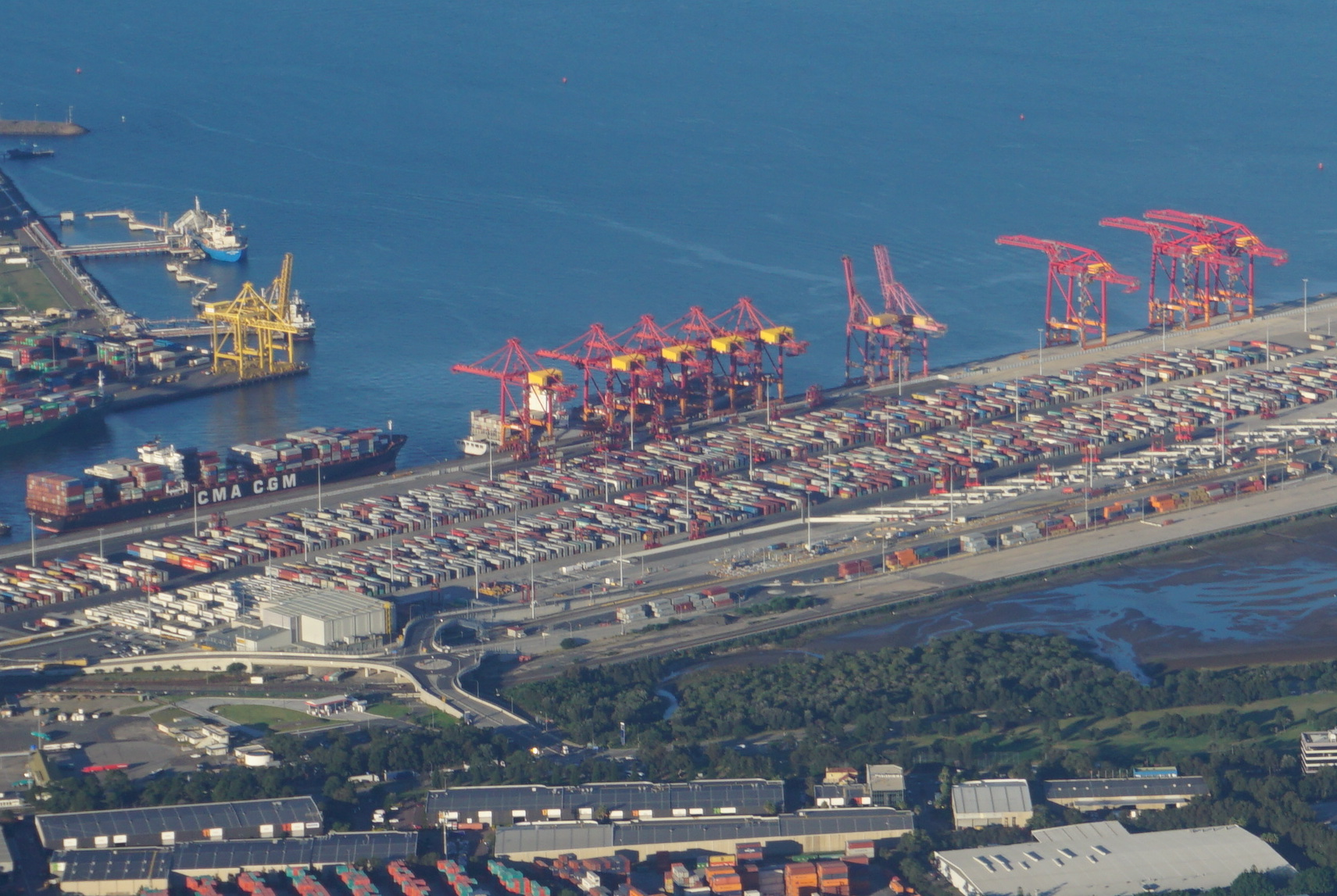
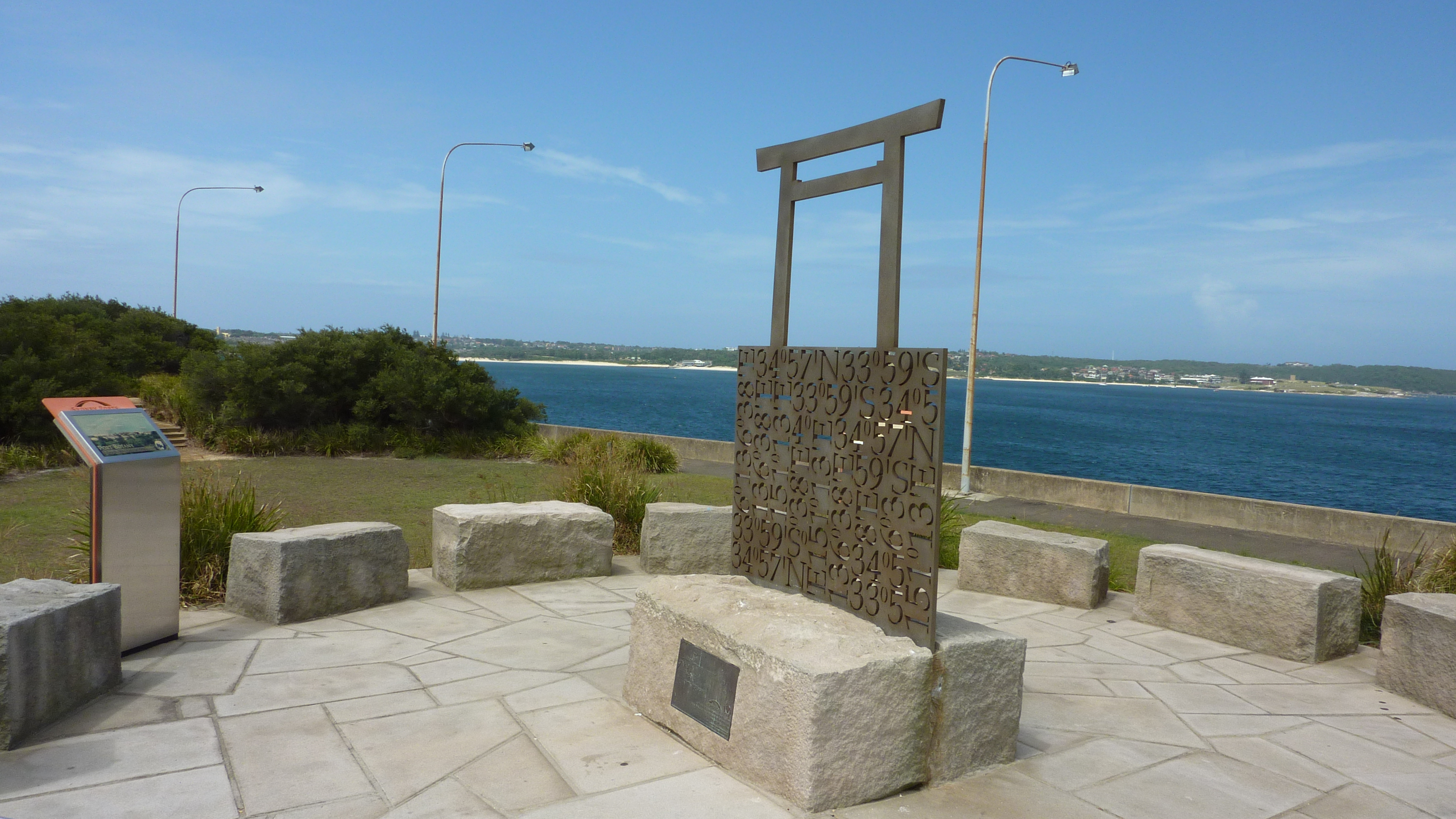
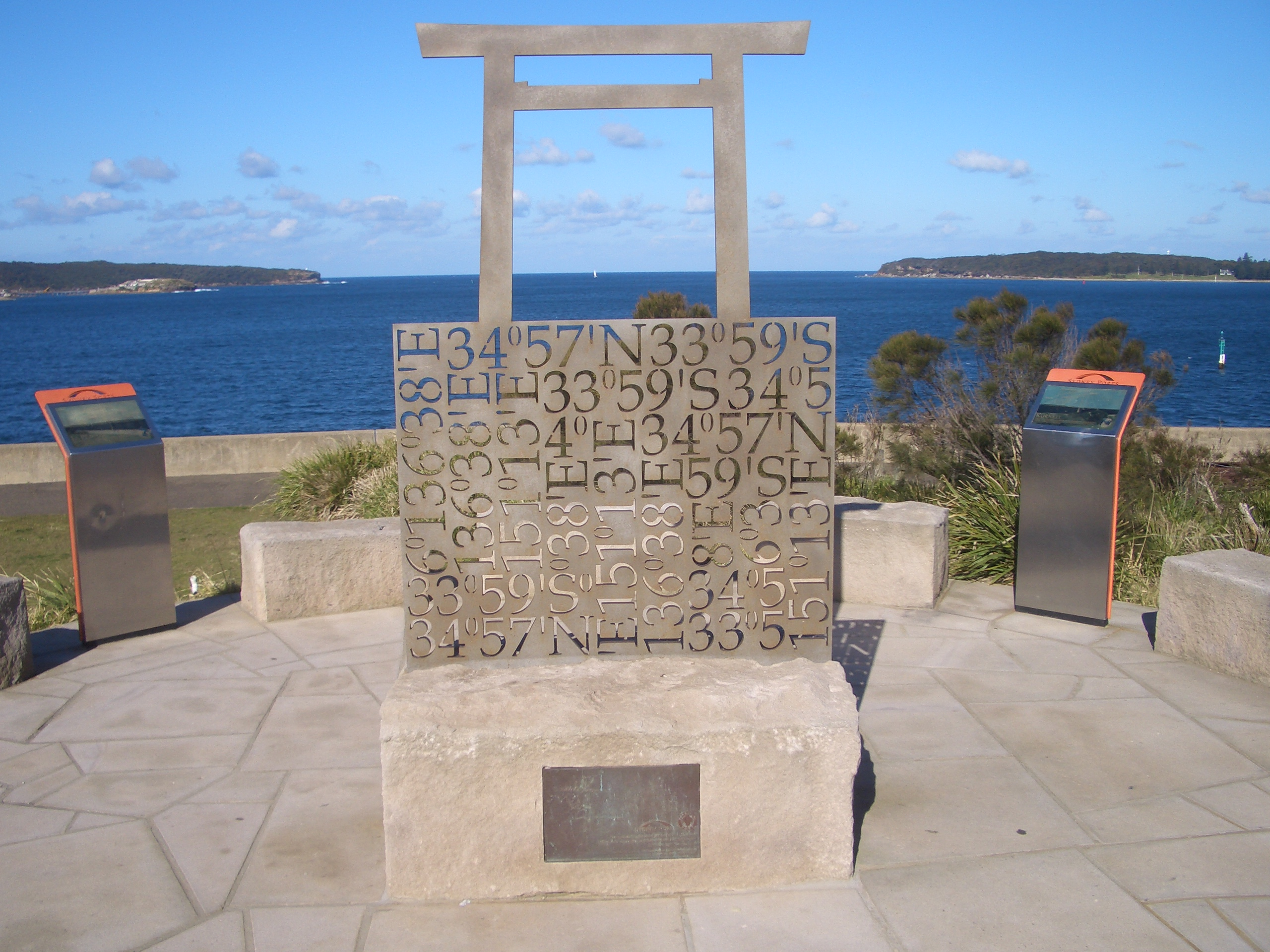